# 云杉草属
云杉草属（学名：Petrosedum），是景天科下的一个属。

## 下属物种
- 黄花云杉草 Petrosedum luteolum
- 山地云杉草 Petrosedum montanum
- Petrosedum thartii
- 白花云杉草 Petrosedum sediforme